# Никульская (Кировская область)
 Никульская  — опустевшая деревня в Подосиновском районе Кировской области. Входит в состав Демьяновского городского поселения. 

## География
Расположена на левобережье реки Юг на расстоянии менее 9 км на север-северо-запад по прямой от центра поселения поселка Демьяново.

## История
Известна была с 1748 года как деревня Бекетовская или Микулинская с населением 22 души мужского пола, в 1859 (Бекетовская или Микулиха) дворов 5 и жителей 20, в 1926 (Никульская) 20 и 96, в 1950 19 и 59, в 1989 12 жителей. 

## Население
Постоянное население составляло 6 человек (русские 100%) в 2002 году, 0 в 2010.